# 吊り下げ型給油ユニット
吊り下げ型給油ユニット（ロシア語: Подвесной агрегат заправки、ПАЗ）とはNPP ズヴェズダが開発した空中給油ポッドである。設計者はG.I.セヴェリンとB.I.カラチェンコ。

## 開発

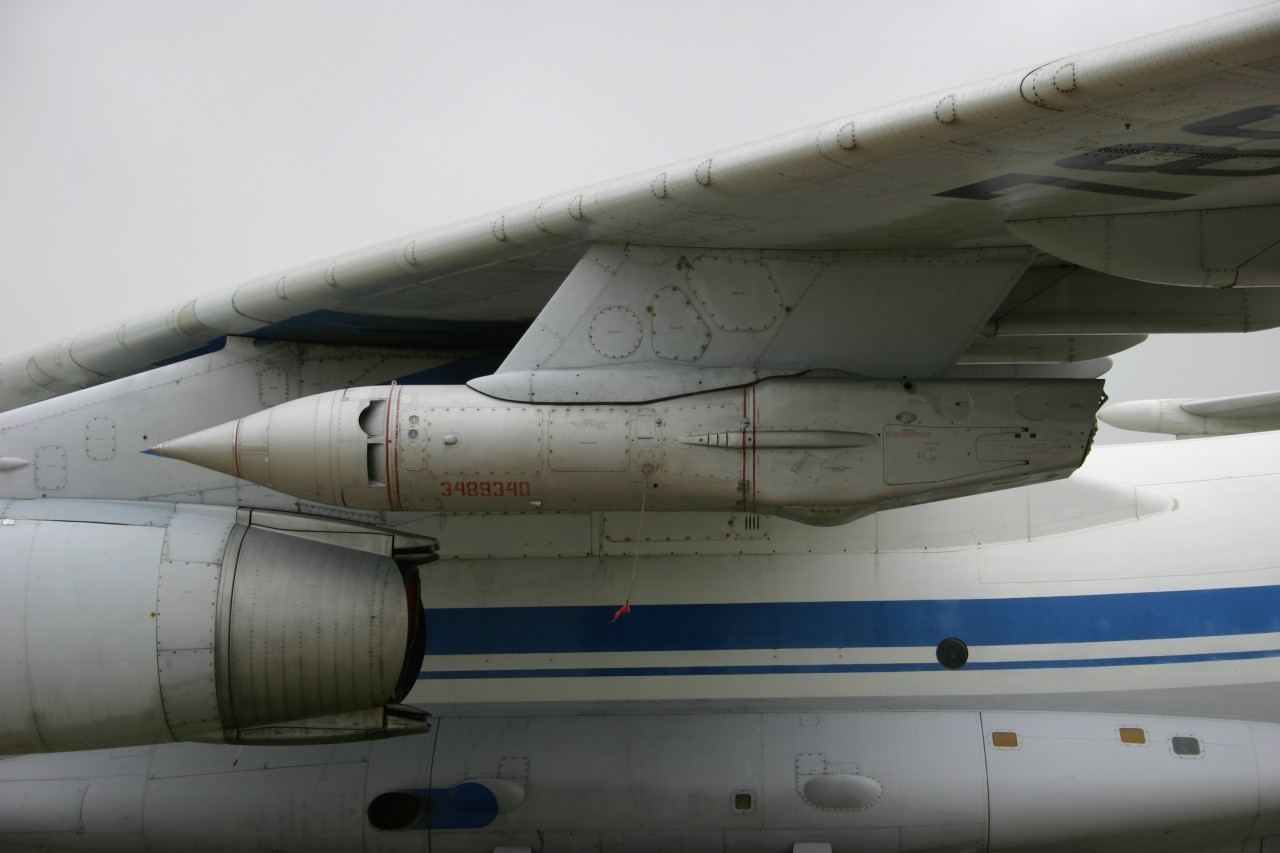
Il-78の翼下パイロンに装備されたUPAZ-1

1970年代、運用に入ったSu-24は作戦行動半径を拡大するため、空中給油装置の装備が必要とされた。これに適しているのは同じ飛行特性を有し、同じ地上基地に配置された専用型Su-24であった。Su-24は爆弾槽を有していなかったため、ホースと燃料移送ポンプとドラムから成る吊り下げ型給油ユニットの開発が始められた。1975年には、改修されたSu-15（工場番号:0115306、シリアルナンバー:0115301）での飛行実験が開始された。このほかには、Il-38がこのプログラムに関与していた。最初の飛行試験は経験豊富なテストパイロットであるV.P.バシンとJu.I.ヤマーシェフが行った。試験中、同じタイプの空中給油システムを戦術及び長距離航空機に装備させる提案が挙がった。その結果、汎用ユニット（ロシア語: унифициров подвесной  агрегат заправки:汎用吊り下げ型給油ユニット、UPAZ）を開発する仕事が与えられた。これはさまざまな種類の航空機に吊り下げられることになり、サハリンのコードネームを授与された。同時に、Il-76に基づいてIl-78を開発するよう命令が出された。UPAZの飛行試験はIl-76（CCCP-76501）に載せて実施された。
UPAZの作業は1983年に完了し、完成した。ソ連では1980年代の後半から、MiG-29（MiG-29Kは例外）とYak-141を除いた戦術航空機に空中給油システムを設置する可能性を想定していた。ミグはMiG-25PDZとMiG-31Bに受油プローブを設置した。同様にスホーイもSu-24に加え、Su-27の一部、Su-30、Su-33、Su-34、Su-35に受油プローブを設置した。それらのほかにはTu-160などの爆撃機、A-40水陸両用飛行艇、A-50早期警戒管制機、Il-80コマンドポスト機が装備した。特にSTOBAR運用を行うSu-33やMiG-29Kはカタパルトを持つ空母からの発艦と比べ発艦重量が制限されるが、燃料を減らして武装を搭載し発艦後、本ポッドを装備した機体からバディ給油を行うことで行動範囲を大きく増やすことができるようになった。
これらの新しい機体に加え、Tu-95やTu-142などの古い機体にも改良型に導入された。
この給油ポッドはほとんどがタシュケントのTAPOiChで生産されてきたが、ソ連の崩壊とともに生産は停止した。しかし、2000年代に入ってそれらのポッドが寿命を迎え始めたことから改良型のUPAZ-1Mをズヴェズダがロシア国内で生産を再開する予定である。

## 設計

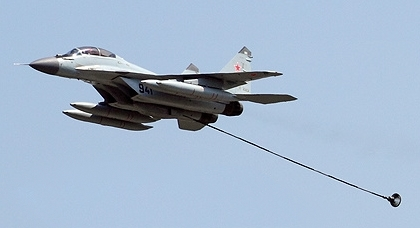
PAZ-MKを装備したMiG-29K (9-31)

ポッドは汎用通信ノードコネクター（ロシア語: унифицированного узла разъема коммуникаций、UURK）を介してパイロンに装備される。西側諸国が使用する吊り下げポッドと違い、UPAZは先端にプロペラ状の風力発電機を持たないが、内部に小型のエアタービン装置があり、燃料供給用のTNA-150二段遠心ポンプの駆動に用いられる。これによりUPAZは西側の同様のポッドより高速飛行が可能である。燃料の移送は空力タービンに接続された遠心ポンプが行う。またこのタービンは発電も行う。先端のフェアリングは給油時に空気を取り入れるために前方にスライドする。フェアリングの動作は油圧式で、氷結を防ぐため電気式の防氷システムが備えられる。円筒部の直径は600mmで燃料ホースとドラムが格納される。後部には動作状態を知らせるランプが装備される。
ホースの駆動リールは、エアタービン軸から減速ギアを介してドラムに接続されており、これにより展開される。給油は接触と同時に自動で開始され、計画された量になったら自動で停止する。給油中はオペレータが手動で給油を停止できるほか、ホースが最大長になるか給油する航空機との間の相対速度が3m/sを超える場合には自動で停止する。効果的な応答システムの搭載によりUPAZは±2.5m/sの速度で航空機の相対的運動を処理する。
受油側は、小型機用（GPT-1、-1M、-1I、-2E）、大型機用（GPT-01、-02、-03、2MS、2MST）を装備する必要があり、どちらも最大流量は2,500l/minである。なお小型機用はNATO互換であるため、西側諸国の給油機から受油できる。

## 中国によるコピー型
中国ではUPAZ-1をコピーしている。開発にあたってはウクライナからの支援があったとされる。2006年9月に製造に関する契約が調印され、2014年1月にはJ-15（機体番号 556）が搭載しているのが確認されている。最初の飛行試験は同年6月に実施されたがこれは失敗に終わった。
2015年に中国メディアは、AVIC航空宇宙生命維持工業(AVIC ALA)がUPAZ-1の試験を完了することを期待しており、近い将来に大量生産を開始することができると報道した。同報道によればAVIC ALAは、作業は最終段階にあるとしており、また「最新の改善」を行わなければならないとした。その後2016年12月の空母遼寧の太平洋への展開時にJ-15に搭載されているのが確認されており、量産体制に入ったと思われる。
将来的にはY-20をベースとした給油機に搭載されるとみられている。

## 派生型
| NPPズヴェズダによって生産された各型式                           | NPPズヴェズダによって生産された各型式 | NPPズヴェズダによって生産された各型式 |
| 型式                                                            | 説明 | 搭載機                                |
| --------------------------------------------------------------- | --- | ------------------------------------- |
| UPAZ*                                                           | ホースの長さは28m、内径40mm、流量は1,600l/min。 | Su-24M                                |
| UPAZ-1 (-1A)                                                    | ホースの長さは26m、内径52mm、流量は最大2,300l/min。戦闘機などの小型機用の流量を900l/minまでに抑えたモード、爆撃機など大型機用の流量2,200l/minに増やしたモードの2つの動作モードを有する。 | Il-78                                 |
| UPAZ-1K                                                         | Su-27UBとSu-33向けバディポッド。仕様はUPAZ-1と同じ。 | Su-27UB Su-33                         |
| PAZ-1M                                                          | 爆撃機などへの給油時間を短縮するため流量を2,900l/minに増強したもの。 | Il-78M                                |
| UPAZ-1M                                                         | 最新型。より高い出力のタービンとTNA-150Mターボポンプの導入により流量が3,000l/minに向上した。これにより数万リットルの燃料を約20分で給油可能である。またBAI（オートメーションおよびデータユニット）によってサポートされる自動制御システムを持ち、BAIの再プログラムで動作アルゴリズムの柔軟な調整ができる。自己完結型のレコーダーを搭載しており、飛行中や地上でのメンテナンス時の両方においてポッドの性能特性を登録できる。補完のため、電気駆動のポンプシステム、SOP-62角運動変換器及び火災警報システムの装備が計画されている。将来的には無人機への搭載も検討されている。 | Il-78M-90A Il-96-400TZ                |
| PAZ-MK                                                          | MiG-29K向けバディポッド。ホースの長さは18.5m、内径52mm、流量は750l/min。速度が±3m/sの範囲で給油中の航空機の相対的運動を可能にするアップグレードされた追跡システムが装備されているほか、デジタルコントロールシステムによりポッドや航空機の状態を音声やコックピットの多機能ディスプレイに通知する機能を持つ。 | MiG-29K/KUB                           |
| * — UPAZの"U"すなわちУПАЗの"У"はунифицированныйの略で汎用の意味 | |                                       |